# Schweinefett
Als Schweinefett bezeichnet man Tierfett, das aus den Körpern von Hausschweinen gewonnen wird.
Die Fette können auf beliebige Weise, z. B. durch Ausschmelzen, Auspressen oder Extraktion mit Lösungsmitteln gewonnen werden. Die gebräuchlichsten Gewinnungsarten sind Nassausschmelzen (mittels Dampf oder niedrigen Temperaturen) und Trockenschmelzen. Beim Trockenschmelzen wird ein Teil des Fettes durch hohe Temperaturen abgetrennt; ein anderer Teil des Fettes wird ausgepresst und dem durch Schmelzen abgetrennten Fett zugefügt. Ein Beispiel für genießbares Schweinefett ist Schweineschmalz. Außerdem wird ungenießbares Schweinefett als Knochenfett, Fette von Abfällen für industrielle Zwecke und Futtermittel erzeugt.
In der Fleisch- und Wurstherstellung bezeichnet man als Schweinefett das Fett, das von Wasser und Eiweiß befreit ist. Es wird durch Erhitzen, Abpressen oder Zentrifugieren aus dem Fettgewebe des Schweins gewonnen. Von wirtschaftlicher Bedeutung ist dabei Kesselfett, das beim Kochen von fettgewebshaltigen Körperteilen austritt und gesondert abgefüllt wird.
Von Schweinefett unterschieden werden Schweinespeck, Schmalzstearin und Schmalzöl.
Schweinefett (lateinisch axungia porci oder axungia porcinae) wurde früher wie andere tierische Fette auch zur Herstellung von Arzneimitteln verwendet.